# Operation Kraai
Operation Kraai (nederländska för "Operation Kråka") var en nederländsk militäroffensiv mot Republiken Indonesien i december 1948, efter att fredsförhandlingar misslyckats. De nederländska styrkorna lyckades överraska de indonesiska styrkorna och erövrade den indonesiska republikens tillfälliga huvudstad, Yogyakarta, och grep flera viktiga politiska ledare, däribland de facto presidenten Sukarno. Det som först framstod som en stor militär framgång följdes dock av indonesisk gerillakrigföring, samtidigt som brottet mot Renvilleavtalets vapenvila isolerade holländarna diplomatiskt. Detta ledde till en konferens mellan Nederländerna och Indonesien, varefter Nederländerna erkände Republiken Indonesiens Förenta Stater.
Operationen beskrivs i indonesiska historieböcker och militärhistorisk litteratur som Agresi Militer Belanda II (den andra holländska militäraggressionen).